# Paarssteelschijnridderzwam
De paarssteelschijnridderzwam (Lepista saeva) is een vrij algemeen voorkomende paddenstoel uit de familie Tricholomataceae. De soort lijkt op de paarse schijnridderzwam (Lepista nuda), maar die heeft een lila hoed. Een andere verwante soort is de vaalpaarse schijnridderzwam (Lepista sordida).

## Kenmerken

### Uiterlijke kenmerken
Hoed
De paarssteelschijnridderzwam heeft een lichtgrijze tot beige-bruine hoed, die bij jonge exemplaren bol is en later ingedeukt kan zijn. De hoedrand kan daarbij een golvend patroon vertonen. De hoed is glad en kan een diameter van 8 tot 10 centimeter bereiken. Het witte vruchtvlees heeft een vaste textuur. 
Lamellen
De lamellen zijn crèmekleurig tot bruin, zelden met een zwakke lila gloed. Ze kunnen afhankelijk van exemplaar tot exemplaar aan de steel vastzitten of niet. 
Steel
De steel is lichtpaars van kleur, wordt tot 6 tot 7 centimeter hoog, 2 tot 3 centimeter in diameter en is bedekt met ruwe vezels. 

### Microscopische kenmerken
Onder een doorvallend lichtmicroscoop lijken de sporen hyaliene tot roze, ze zijn ellipsvormig van vorm met fijne wratten. De afmetingen van de sporen zijn 6 tot 8 bij 4 tot 5 μm.

## Eetbaarheid
De paarssteelschijnridderzwam is eetbaar, maar kan bij individuen allergische reacties veroorzaken. Deze treden voornamelijk op wanneer de paddenstoel rauw wordt geconsumeerd. Een bijkomend gevolg van het rauw eten is indigestie. De zwammen kunnen verwerkt worden in een omelet of gebakken worden in boter.

## Ecologie
De paarssteelschijnridderzwam groeit in de herfst en de vroege winter en komt voor in parken, tuinen, bossen en weilanden. De paddenstoel groeit overwegend op humusrijke of voedselrijke bodems. Hij komt in rijen en kringen voor. 

## Verspreiding
Hoewel de soort voorkomt over geheel Europa, is ze op sommige plaatsen zeldzaam. Ze komt sporadisch voor in Noord-Amerika.

## Synoniemen
De paddenstoel kent talrijke synoniemen:
- Lepista personata
- Clitocybe saeva
- Tricholoma amethystinum
- Tricholoma personatum
- Tricholoma personatum f. minor
- Tricholoma personatum var. anserina
- Tricholoma personatum var. saevum
- Tricholoma saevum
- Rhodopaxillus personatus
- Rhodopaxillus saevus
- Agaricus anserinus
- Agaricus personatus ß saevus (basioniem)